# 商國公主
商國公主（1042年—1042年）北宋宋仁宗皇女，楊美人所生。
慶曆二年（1042年）八月出生，出生六天后，公主就夭折了，未及册封。嘉祐四年（1059年）十二月，追封魯國公主。治平元年（1064年）六月，追封陳國長公主。宋徽宗即位后，于元符三年（1100年）三月，追封她为商國大長公主。后改公主为帝姬，政和四年（1114年）十二月，改封莊宣大長帝姬。